# Cerise (cor)
O Cerise (em inglês:  Cerise) é um tom de rosa avermelhado. O seu nome vem da palavra francesa cerise, que significa “cereja”.

## Variações de Cerise
| Hollywood cerise     | Hollywood cerise | Hollywood cerise  | Hollywood cerise  |
| Tripleto hexadecimal | sRGB (r, g, b)   | CMYK (c, m, y, k) | HSV (h, s, v)     |
| #F400A1              | (244, 0, 161)    | (0, 100, 34, 4)   | (320°, 100%, 96%) |
| Deep Cerise          | Deep Cerise      | Deep Cerise       | Deep Cerise       |
| Tripleto hexadecimal | sRGB (r, g, b)   | CMYK (c, m, y, k) | HSV (h, s, v)     |
| #DA3287              | (218, 50, 135)   | (0, 77, 38, 15)   | (330°, 77%, 85%)  |
| Irresistible         | Irresistible     | Irresistible      | Irresistible      |
| Tripleto hexadecimal | sRGB (r, g, b)   | CMYK (c, m, y, k) | HSV (h, s, v)     |
| #B3446C              | (179, 68, 108)   | (0, 62, 40, 30)   | (338°, 62%, 70%)  |
| -------------------- | ---------------- | ----------------- | ----------------- |